# Ekorus
Ekorus ekakeran — великий вимерлий ссавець із родини мустелових. Скам'янілості, включаючи переважно повні скелети, відомі з пізнього міоцену Кенії.
Маючи 60 сантиметрів заввишки в плечах, його статура не була схожа на сучасних мустелових. Екорус мав вертикальну стійку, типову для активних мисливців. Ноги екоруса були довгі, стопи короткі й міцні. Схоже, що тварина була хорошим бігуном як сучасні гієни й собаки. Екорус міг переслідувати свою здобич, таку як Eurygnathohippus і Nyanzachoerus у лісах і лісистих місцевостях. Писок був коротким, а зуби котоподібні — це був гіперм'ясоїд.